# Gliese 701
Gliese 701 (GJ 701 / HD 165222 / LHS 3356 / HIP 88574) es una estrella situada a 25,1 años luz del sistema solar.
Visualmente se localiza en la constelación de Serpens, en la región de Serpens Cauda, 1,20º al este de ζ Serpentis.
Gliese 701 es una tenue enana roja de tipo espectral M2.0V.
Con magnitud aparente +9,36, no resulta observable a simple vista.
Su luminosidad bolométrica es equivalente al 3,2% de la que tiene el Sol y tiene una temperatura superficial de 3536 K.
Su masa es ligeramente inferior a la mitad de la masa solar y su radio es algo menor del radio solar.
Gira sobre sí misma con una velocidad de rotación proyectada —límite inferior de la misma— de 3,5 km/s.
Su metalicidad, abundancia relativa de elementos más pesados que el helio, es la mitad de la que posee el Sol ([Fe/H] = -0,30).
Gliese 701 tiene una posible acompañante, detectada en 2010, cuya separación visual con ella es de 12,36 segundos de arco.
Por otra parte, las estrellas conocidas más cercanas a Gliese 701 son Gliese 673 y GJ 1224, respectivamente a 4,9 y 5,7 años luz.